# Kongogrönbulbyl
Kongogrönbulbyl (Phyllastrephus lorenzi) är en fågel i familjen bulbyler inom ordningen tättingar.

## Utseende och läte
Kongogrönbulbylen är en liten och rätt distinkt grönbulbyl. Den liknar övriga grönbulbyler men har en ovanligt mörk, svartaktig hjässa som urskiljer den från andra arter. Lätet är okänt.

## Utbredning och systematik
Fågeln förekommer i östra Kongo-Kinshasa och omedelbart intill Uganda. Den behandlas som monotypisk, det vill säga att den inte delas in i några underarter.

## Levnadssätt
Kongogrönbulbylen hittas i regnskog på medelhög höjd. Där födosöker den i undervegetationen och i skogens mellersta skikt, ofta i smågrupper.

## Status och hot
Arten har ett stort utbredningsområde, men tros minska i antal, dock inte tillräckligt kraftigt för att den ska betraktas som hotad. Internationella naturvårdsunionen IUCN listar arten som livskraftig (LC).

## Namn
Fågelns vetenskapliga artnamn hedrar Ludwig Lorenz Ritter von Liburnau (1856–1943), österrikisk zoolog.